# Свинска жаба
Свинските жаби (Lithobates grylio) са вид земноводни от семейство Водни жаби (Ranidae).
Срещат се в югоизточните части на Съединените американски щати.
Таксонът е описан за пръв път от норвежкия биолог Леонард Хес Щейнегер през 1901 година.